# 뮐하임안데어루르
뮐하임안데어루르(독일어: Mülheim an der Ruhr)는 독일 서부, 노르트라인베스트팔렌주에 있는 도시이다. 인구 167,471(2009).
루르강 연안에 위치하며, 강의 도시(Stadt am Fluss)라는 별칭이 있다. 1093년 문헌에 나타났고, 베르크 공국에 속했다가 1808년 자치시가 되었다. 에센·뒤스부르크와 인접한 루르 지방의 산업도시이다. 루르강의 항구가 있으며, 라인 강과의 합류점과 가까운 곳에 있다. 에센·뒤스부르크·도르트문트 등 인접 도시와 광역철도로 잘 연결되어 있다.

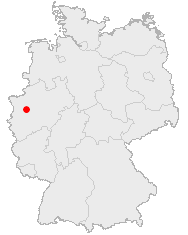
뮐하임의 위치

## 자매 도시
- 영국 달링턴 (1953년)
- 프랑스 투르 (1962년)
- 핀란드 쿠산코스키 (1972년)
- 폴란드 오폴레 (1989년)
- 이스라엘 크파르사바 (1993년)
- 터키 베이코즈 (2007년)
- 핀란드 코우볼라 (2009년)